# Rue Charles-Monselet (Paris)
Pour les articles homonymes, voir Rue Charles-Monselet.
La rue Charles-Monselet est une voie du 19e arrondissement de Paris, en France.

## Situation et accès
La rue Charles-Monselet est une voie publique située dans le 19e arrondissement de Paris. Elle débute au 50, boulevard Sérurier et se termine au 7, boulevard d'Algérie.

## Origine du nom

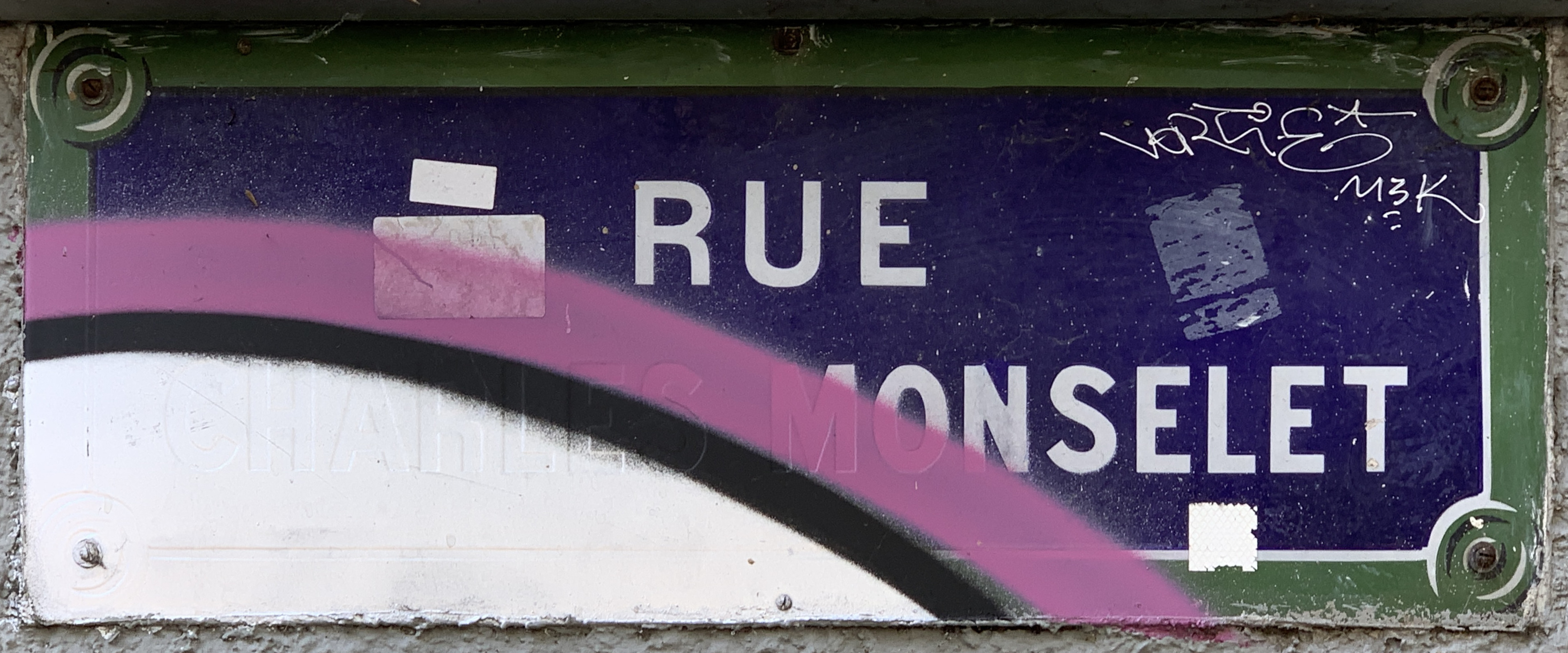
Plaque de la rue.

La rue porte le nom de Charles Monselet (1825-1888), écrivain épicurien, journaliste, romancier, poète et auteur dramatique français.

## Historique
La voie a été ouverte et a pris sa dénomination actuelle en 1932 sur l'emplacement du bastion no 21 de l'enceinte de Thiers.